# Myriostoma
Genre
Myriostoma est un genre de champignons basidiomycètes de l'ordre des Geastrales.

## Espèces
- Myriostoma anglicum Desv.
- Myriostoma coliforme (Dicks.) Corda 1842. Nom anglais : Pepper Pot.